# 지나시우 두 마라카나지뉴
지나시우 두 마라카나지뉴(포르투갈어: Ginásio do Maracanãzinho)는 브라질 리우데자네이루에 있는 실내 경기장이다. 위치는 축구전용경기장인 마라카낭 경기장 바로 옆에 위치한다.
1954년에 준공하여, 2007년 당시 리우데자네이루에서 개최되는 2007년 팬아메리칸 게임을 앞두고 리모델링을 하였다.
주로 풋살이나 배구 경기가 행해지며, 그 밖에 복싱, UFC 경기와 콘서트 등도 개최된다.